# Regering-Van Acker III
De regering-Van Acker III (31 maart 1946 - 3 augustus 1946) was een Belgische regering. De regering bestond uit de BSP/PSB (64 zetels), de Liberale Partij (33 zetels), en de KPB/PCB (9 zetels). 
Ze volgde de regering-Spaak II op na het verlies van een vertrouwensstemming op en werd opgevolgd door de regering-Huysmans, nadat de regering op 9 juli 1946 ontslag had genomen vanwege de interpellatie van de minister van Justitie Adolphe Van Glabbeke (LP).

## Samenstelling
De regering bestond uit 19 ministers. De Liberale Partij en de BSP/PSB hadden er allebei 6 en de KPB/PCB 4. Daarnaast waren er nog 3 experts in de regering.
| Ambtsbekleder           | Ambtsbekleder | Ambtsbekleder                    | Functie                                            | Partij            |
| ----------------------- | ------------- | -------------------------------- | -------------------------------------------------- | ----------------- |
|                         |               | Achiel Van Acker (1898-1975)     | Eerste Minister                                    | BSP-PSB           |
| Minister Steenkoolwezen |               | Achiel Van Acker (1898-1975)     |                                                    | BSP-PSB           |
|                         |               | Albert Devèze (1881-1959)        | Minister Economische Zaken                         | Liberale Partij   |
|                         |               | Paul-Henri Spaak (1899-1972)     | Minister Buitenlandse Zaken en Buitenlandse Handel | PSB-BSP           |
|                         |               | Adolphe Van Glabbeke (1904-1959) | Minister Justitie                                  | Liberale Partij   |
|                         |               | Auguste Buisseret (1888-1965)    | Minister Binnenlandse Zaken                        | Liberale Partij   |
|                         |               | Albert Marteaux (1886-1949)      | Minister Volksgezondheid en Gezin                  | KPB-PCB           |
|                         |               | Herman Vos (1889-1952)           | Minister Openbaar Onderwijs                        | BSP-PSB           |
|                         |               | Franz de Voghel (1903-1995)      | Minister Financiën                                 | extraparlementair |
|                         |               | René Lefebvre (1893-1976)        | Minister Landbouw                                  | Liberale Partij   |
|                         |               | Jean Borremans (1911-1968)       | Minister Openbare Werken                           | KPB-PCB           |
|                         |               | Léon-Eli Troclet (1902-1980)     | Minister Arbeid en Sociale Voorzorg                | PSB-BSP           |
|                         |               | Ernest Rongvaux (1881-1964)      | Minister Verkeerswezen                             | PSB-BSP           |
|                         |               | Raoul de Fraiteur (1895-1984)    | Minister Landsverdediging                          | extraparlementair |
|                         |               | Robert Godding (1883-1953)       | Minister Koloniën                                  | Liberale Partij   |
|                         |               | Edgard Lalmand (1894-1965)       | Minister Ravitaillering                            | KPB-PCB           |
|                         |               | Paul Kronacker (1897-1994)       | Minister Invoer                                    | Liberale Partij   |
|                         |               | Joseph Merlot (1886-1959)        | Minister Begroting                                 | PSB-BSP           |
|                         |               | Albert De Smaele (1901-1995)     | Minister 's Lands Wederuitrusting                  | extraparlementair |
|                         |               | Jean Terfve (1907-1978)          | Minister Wederopbouw                               | KPB-PCB           |